# La Santíssima Trinitat de Faidella
La capella de la Santíssima Trinitat de Faidella és la capella de la masia de Faidella, antigament caseria, del terme municipal d'Abella de la Conca, a la comarca del Pallars Jussà.
És una capella petita, d'una sola nau i absis únic. L'orientació de la nau correspon del tot a la de les esglésies medievals, amb l'absis cap a llevant. La nau està dividida en dos trams, mitjançant un arc toral apuntat, i les escasses restes de pintura mural que s'han conservat remeten al segle xviii, com indica una inscripció amb la data damunt de l'arc triomfal.

## Etimologia
La capella de la caseria de Faidella està dedicada actualment a la Santíssima Trinitat, tot i que no és segur que fos l'advocació original.